# 馬普薩加
馬普薩加（英語：Mapusaga）是一座位於美屬薩摩亞圖圖伊拉島帕果帕果以西九英里處的小村莊。其坐標為南緯 14.33°、西經 170.74389°，海拔180英尺。該村是美屬薩摩亞社區學院的所在地。
第二次世界大戰期間，馬普薩加村幾乎完全被遷移，取而代之的是軍事設施。馬普薩加被稱為“摩門教谷，因為耶穌基督後期聖徒教會之前就設在這裡。耶穌基督後期聖徒教會的信徒於1928年建造了馬普薩加高中，位於現今之美屬薩摩亞社區學院的所在地。